# Zertifizierung (Forstwirtschaft)
Zertifizierung in der Forstwirtschaft ist ein zivilgesellschaftlich initiierter weltweiter Prozess zur Kennzeichnung wirtschaftlich, sozial und ökologisch nachhaltig erzeugter Produkte des Waldes durch ein Gütesiegel. Im weiteren Sinne umfasst das Zertifizierungssystem auch den Transport- und Bearbeitungsweg dieser Produkte (vor allem Holz) vom Forstbetrieb über alle Verarbeitungsstufen bis zum Endverbraucher (Produktkettenzertifizierung).

## Ziele, Geschichte und Entwicklung
Die Entwicklung forstlicher Zertifizierung ist eng mit der Idee des Forest Stewardship Council (FSC) verknüpft.
Bereits seit einigen Jahrzehnten wird weltweit eine fortschreitende Entwaldung beobachtet, die sich in diesem Zeitraum unverändert im Durchschnitt auf 11 bis 15 Millionen Hektar (110.000 bis 150.000 km²) beziffert. Seitdem wurden unterschiedliche Ansätze verfolgt, die Zerstörung wertvoller Wälder besonders in tropischen Ländern zu verhindern, darunter das Washingtoner Artenschutz-Übereinkommen, das internationale Abkommen über Tropenholz (ITTA) der International Tropical Timber Organization (ITTO) oder die zwischenstaatliche Global Environmental Facility (GEF). Da jedoch die Entwaldung weiter voranschritt, riefen Umwelt-NGOs zum Ende der 1980er Jahre dazu auf, Holzprodukte mit Herkunft aus solchen Ländern zu boykottieren. Es reifte jedoch schon bald die Erkenntnis, dass damit waldreichen tropischen Ländern eine wichtige Devisenquelle entzogen wurde, und somit auch ein Beitrag zur wirtschaftlichen Entwicklung und zur Armutsbekämpfung entfiel. Darum wurde über Konzepte nachgedacht, wie eine forstwirtschaftliche Nutzung bei gleichzeitigem Erhalt dieser Wälder und der Achtung der Rechte Indigener Völker sowie sozialer Mindeststandards zu bewerkstelligen sei.
Das Konzept der Zertifizierung nachhaltiger Forstwirtschaft verfolgte daher zunächst mit der Gründung des FSC im Jahre 1993 das Hauptziel, die Vernichtung von Primärwäldern in den Tropen zu stoppen, um die vielfältigen Funktionen von Wäldern (Lebensgrundlage indigener Völker, Biodiversität, Schutzfunktionen, Kulturgut etc.) durch die Sicherstellung nachhaltiger Forstwirtschaft zu erhalten. Gleichzeitig sollte auch die Versorgung des Marktes mit Holzprodukten gewährleistet werden.
Als sich die Konzeption des FSC herauszukristallisieren begann, setzte zunächst eine Diskussion über die Notwendigkeit von Zertifizierung im Allgemeinen ein. Besonders im Falle kleiner Familienbetriebe stellte sich die Frage nach der Sinnhaftigkeit einer Gleichbehandlung mit großen transnationalen Unternehmen; ebenso wurde gefragt, ob es nötig sei, dort, wo bereits ein hohes Niveau der Nachhaltigkeit erreicht sei, zusätzlich zu einer funktionierenden Forstgesetzgebung ein paralleles Kontrollsystem zu schaffen. Als gegen Ende der 1990er Jahre, resultierend aus den vorangegangenen Debatten, die Gründung weiterer Zertifizierungssysteme wie dem Programme for Endorsement of Forest Certification (PEFC) einsetzte, weitete sich die Diskussion auf die Legitimationen und Konzeptionen der unterschiedlichen Systeme aus, die zunehmend Aspekte der europäischen Forstwirtschaft in den Mittelpunkt rückten.
Inzwischen existiert eine kaum noch überschaubare Anzahl von Zertifizierungsprogrammen. Der FSC erhebt bis heute den Anspruch, als das ursprüngliche und einzige Programm weltweit dazu in der Lage zu sein, Nachhaltigkeit in der Forstwirtschaft zu garantieren, insbesondere, weil in den Entscheidungsgremien alleine beim FSC ökonomischen, ökologischen und sozialen Interessen das gleiche Gewicht eingeräumt werde. Dies ist gleichzeitig jedoch der Hauptgrund dafür, dass das FSC-Programm zuweilen eine schwache Akzeptanz seitens des Waldbesitzes erfährt. Im Gegensatz dazu wird seitens der oft durch Wirtschaftsverbände initiierten übrigen Zertifizierungsprogramme eine gegenseitige Anerkennung gefordert, da diese ebenso dazu geeignet seien, dasselbe Nachhaltigkeitsniveau zu gewährleisten. Die Sichtweise, dass alleine das Zertifizierungsprogramm des FSC die forstwirtschaftliche Praxis effektiv verbessere, wird nach wie vor von der Mehrzahl der Umweltschutzverbände geteilt. Eine verkürzte Darstellung der kritischen Debatten zeigt also eine überwiegend skeptische Positionierung der Forst-, Holz- und Papierwirtschaft gegenüber Zertifizierung im Allgemeinen, sowie dem FSC im Speziellen, während Umweltverbände dafür argumentieren.
War die Diskussion um Zertifizierung zu Beginn des Jahrzehnts noch sehr präsent, so stehen heute vornehmlich andere Themen auf der forstpolitischen Agenda, vor allem Illegaler Holzeinschlag.
Die Idee, die Marktkräfte zum Schutz der Wälder und zu einer nachhaltigen Entwicklung zu nutzen, beinhaltet drei Grundgedanken: Alle Interessengruppen erstellten im Konsens Prinzipien nachhaltiger Forstwirtschaft. Diese werden in einem Standard zusammengefasst. Die Umsetzung dieser Prinzipien wird durch eine unabhängige Dritte Partei kontrolliert. Die so zertifizierten nachhaltigen Forstprodukte sollen bessere Absatzchancen bieten und das Einkommen der Forstbetriebe erhöhen. Drittens sollen alle Beteiligten einschließlich der Konsumenten über die Wichtigkeit des verbesserten Forstmanagements aufgeklärt werden.

## Zertifikate

Logo des FSC

Logo des PEFC

Inzwischen existieren verschiedene Zertifizierungssysteme, wobei die Mehrzahl einem großregionalen oder nationalen Ansatz folgen. Alleine in Europa kamen im Jahre 2002 32 verschiedene Zertifizierungssysteme zur Anwendung. Die folgende Liste stellt nur eine Auswahl der wichtigsten Programme dar.

### Internationale Zertifizierungsschemata
- Forest Stewardship Council (FSC)
- Internationale Organisation für Normung (ISO)
- Programme for Endorsement of Forest Certification Schemes (PEFC; erst seit 2005 weltweit; ehemalig Pan-European Forest Certification)
- Sustainable Forestry Board (SFB), ein sektorenübergreifender Ansatz, der von Conservation International und Ford[9] initiiert wurde

### Nationale oder großregionale Zertifizierungsschemata

#### Deutschland
Speziell zur Zertifizierung von Dienstleistern in der Forstwirtschaft hat PEFC Deutschland keinen Standard herausgegeben. Von PEFC Deutschland anerkannt sind derzeit (Juni 2020) das RAL-Gütezeichen Wald- und Landschaftspflege, das Deutsche Forst Service Zertifikat (DFSZ), das „Kompetente Forstpartner“-Zertifikat (KFP) und KUQS. Der Verband Naturland hat ebenfalls Richtlinien und eine Zertifizierung für die Waldnutzung entwickelt, zertifizierte Betriebe dürfen ihre Produkte mit dem Naturland-Umweltzeichen anerkannte ökologische Waldnutzung versehen.

#### Europa
- United Kingdom Woodland Assurance Scheme (UKWAS)
- Finnish Forest Certification System (FFCS), Finnland
- Herkunftszeichen Schweizer Holz (HSH), Schweiz

#### Außerhalb Europas
- Australian Forestry Standard (AFS), Australien
- Brazilian National Forest Certification Program (CERFLOR), Brasilien
- Sustainable Forestry Initiative (SFI), Nordamerika; initiiert durch die American Forest & Paper Association (AF&PA)[11]
- Canadian Standards Association’s Sustainable Forest Management Standard (CSA), Kanada
- Lembaga Ekolabel Indonesia (LEI), Indonesien
- Malaysian Timber Certification Council (MTCC), Malaysia

## Stand der Entwicklung
Im Januar 2006 waren weltweit 271 Millionen Hektar Wald zertifiziert. Dies entspricht (nach der Waldflächendefinition der FAO) 7 % der Wälder der Erde, und etwa 20 % aller weltweit bewirtschafteten Wälder. Der bei weitem überwiegende Teil zertifizierter Wälder befindet sich auf der Nordhalbkugel, vor allem in Nordamerika. Die Zertifizierungsschemata PEFC (fast 69 %) und FSC (etwa 25 %) dominieren der Markt.
Die folgende Tabelle zeigt die Verteilung zertifizierte Waldflächen unter Berücksichtigung unterschiedlicher Zertifizierungssysteme weltweit (Angaben in Millionen Hektar) im Januar 2006.
| Kontinent              | FSC   | PEFC   | Andere | Gesamt | Anteil in % |
| ---------------------- | ----- | ------ | ------ | ------ | ----------- |
| Afrika                 | 1,7   | 0,0    | 0,0    | 1,7    | 0,6         |
| Südostasien            | 2,4   | 5,2    | 4,7    | 12,2   | 4,5         |
| Europa                 | 35,0  | 55,9   | 0,0    | 90,9   | 33,5        |
| Nordamerika            | 22,5  | 123,6  | 12,0   | 158,0  | 58,3        |
| Südamerika             | 6,5   | 1,6    | 0,0    | 8,1    | 3,0         |
| Gesamt                 | 68,10 | 186,10 | 16,70  | 271,00 | 100         |
| Marktanteil in %       | 25,14 | 68,69  | 6,17   | 100,00 |             |
| Tropische Länder       | 8,0   | 0,0    | 4,7    | 12,8   | 4,7         |
| Nicht-tropische Länder | 60,1  | 186,1  | 12,0   | 258,2  | 95,3        |
| Entwickelte Länder     | 37,6  | 186,0  | 12,0   | 235,6  | 86,9        |
| Entwicklungsländer     | 30,5  | 0,0    | 4,7    | 35,2   | 13,1        |

Für 2012 gibt PEFC die PEFC-zertifizierte Waldfläche mit weltweit 237,4 Millionen Hektar an, FSC nennt 147,1 Mio. Hektar. Die Hauptgründe für das langsame Voranschreiten der Zertifizierung in Entwicklungsländern sind vielfältig. Inzwischen (Stand Juni 2020) sind weltweit 325 Millionen Hektar PEFC-zertifiziert und über 210 Millionen Hektar FSC-zertifiziert. FSC hat am 9. Februar 2018 die 200 Millionen Hektar-Grenze überschritten.
Auf dem Weltmarkt und auf nationalen Märkten ist die Nachfrage nach zertifiziertem Holz gering. Bislang existieren nur in Europa und Nordamerika nennenswerte Märkte für zertifiziertes Holz. Zudem interessieren sich nur wenige Verbraucher für die Thematik. Die meisten Konsumenten sind auch nicht dazu bereit, für zertifiziertes Holz einen Mehrpreis zu entrichten, da das zertifizierte Holzprodukt im Vergleich zum nicht zertifizierten keinen Zusatznutzen bietet.
Zwischen der Praxis des Forstmanagement und den Standards klafft eine große Lücke. Dies ist sehr oft bedingt durch den Mangel an Fachkräften. In der Demokratischen Republik Kongo gibt es etwa 100 ausgebildete Forstmanager, aber 133,6 Millionen Hektar Wald – mehr als die zehnfache Waldfläche Deutschlands. Hinzu kommt, dass in tropischen Regenwäldern Standards zur Erhaltung der Biodiversität viel schwieriger einzuhalten sind als in den europäischen Wäldern der gemäßigten Klimata, weil die Artenzahl dort sehr viel höher ist.
Auf nationaler Ebene können Politiken zur Verbesserung der forstwirtschaftlichen Praxis nicht formuliert und implementiert werden. Dies ist bedingt durch einen Fachkräftemangel, ungenügende finanzielle Ausstattung oder den Unwillen der politischen Entscheidungsträger. Hinzu kommen schwache Governance-Strukturen (Korruption und illegaler Holzeinschlag). Auch sind oft die Besitzverhältnisse am Land oder an Produkten des Waldes nicht geklärt. Dies führt zu ungeregelter Nutzung. Letztlich stellt auch die ungenügende Abstimmung mit anderen Wirtschaftssektoren ein Hindernis dar.
Die Kapazitäten zum Aufbau einer wirksamen nationalen Zertifizierungsorganisation (beispielsweise ein nationales FSC-Büro) fehlen. Somit kann auch kein Zertifizierungsprozess eingeleitet und forciert werden.
Letzten Endes spielen auch hohe direkte und indirekte Kosten eine wichtige Rolle in Bezug auf den bisher geringen Erfolg von forstlicher Zertifizierung in Entwicklungsländern. Direkte Kosten fallen für den Zertifizierungsprozess an, indirekte Kosten entstehen durch die Verbesserung der Managementpraxis. Beispielsweise würde die Abkehr weg von den bislang gängigen Holzeinschlagstechniken in Malaysia hin zu einer mit der Zertifizierung in Einklang stehenden Technik die Holzerntekosten um 65 % erhöhen. Allgemein sind tropische Regenwälder naturnah nur unter großem finanziellen Aufwand bewirtschaftbar.

## Kritik
Wichtige Zielsetzungen wurden bisher nicht erreicht, da die grundsätzliche Idee der Zertifizierung zur Zeit ihrer Entstehung war, die Vernichtung von Primärwäldern in den Tropen zu stoppen. Dies gelang aus unterschiedlichen Gründen jedoch nicht in großem Maßstab. Von den 271 Millionen Hektar zertifizierten Waldes befinden sich 95 % in Nordamerika oder Europa. 87 % der zertifizierten Wälder befinden sich in entwickelten Ländern, wo die Existenz des Waldes praktisch nicht gefährdet ist und hohe soziale Standards in der Forstwirtschaft gelten.
Auch die Zielsetzung, mit einem weltweit anerkannten Zertifizierungssystem für Holz, gut wirtschaftende Forstbetriebe vor der Konkurrenz durch Holz aus illegalem Einschlag oder aus nicht nachhaltiger Produktion zu schützen, wurde bislang nicht erreicht. Stattdessen wird über die Notwendigkeit staatlicher bzw. rechtlich bindender Instrumente diskutiert, um dieses Ziel zu erreichen. In der EU hierzu der Aktionsplan FLEGT (Forest Law Enforcement, Governance and Trade). In Deutschland gab es eine Initiative für ein „Urwaldschutzgesetz“.